# Alamannie
Alamannie (latinsky Alamannia) nebo Alemannie, Alamannské království (Regnum Alamanniae), později Alamannské vévodství, byl státní útvar, který vytvořil germánský kmenový svaz Alamanů (Alemanů) a existoval zhruba od 3. století, zhruba do roku 911. Je řazen mezi tzv. barbarské státy.

## Historie
Stát vznikl někdy poté, co kmenový svaz roku 213 překročil limes, tedy hranici římské říše, a vpadl do provincie Horní Germánie. Alamani expandovali z povodí řeky Mohan během 3. století, útočili na římské provincie a usazovali se na levém břehu řeky Rýn, počínaje 4. století. 

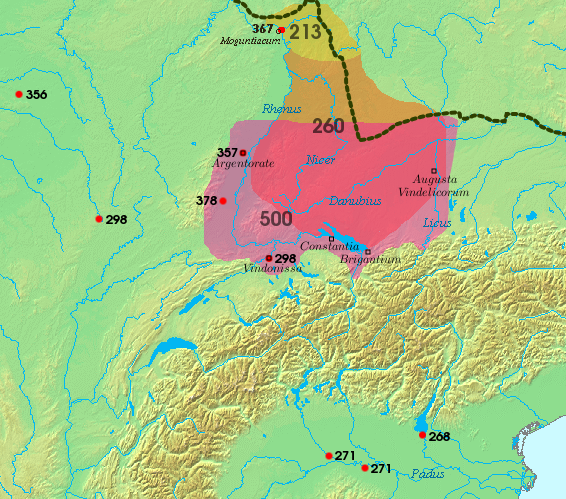
Území Alamanů mezi 3. až 6. stoletím s vyznačenými místy bitev

Alamannie byla během 4. až 5. století ovládaná nezávislými kmenovými králi, ale v 6. století ztratila nezávislost a stala se vévodstvím Franské říše, posléze Východofranské (krátce, v letech 496–539, byla součástí Ostrogótského království). Za vlády východofranského krále Konráda I. Mladšího (vládl v letech 911 až 918) bylo území Alamannie v roce 915 integrováno do Švábského vévodství a jako samostatná jednotka definitivně zaniklo. Ještě do 12. století byly nicméně pojmy Švábsko a Alamannie užívány jako synonyma. Stopy po osobitém původu území jsou však znatelné až do dnešních dnů, a to na jazykové úrovni. 
Pozůstatkem Alamannie je alemanština (alemanská němčina), jíž se mluví ve francouzském Alsasku, německém Bádensku a Švábsku, v německy mluvící části Švýcarska a v rakouském Vorarlbersku.